# Velarifictorus triangularis
Velarifictorus triangularis är en insektsart som beskrevs av Sigfrid Ingrisch 1998. Velarifictorus triangularis ingår i släktet Velarifictorus och familjen syrsor. Inga underarter finns listade i Catalogue of Life.